# Glochidion concolor
Glochidion concolor är en emblikaväxtart som beskrevs av Johannes Müller Argoviensis. Glochidion concolor ingår i släktet Glochidion och familjen emblikaväxter. Inga underarter finns listade i Catalogue of Life.